# Borgata Salomone
Borgata Salomone è una frazione del comune di Roppolo in provincia di Biella.

## Storia
Le prime testimonianze sull'esistenza della Borgata Salomone si ritrovano a partire già dal lontano XI secolo. La frazione prende il nome da Bricio Salomone che nel 1274 vendette arbitrariamente delle terre appartenute alle figlie eredi di Pietro Bicchieri, Signore di Roppolo e esponente del partito ghibellino vercellese. Il borgo, caratteristico e romantico, sorse attorno alla piccola chiesa di San Martino eretta dai monaci cluniacensi che dipendevano dal monastero di Castelletto Cervo. I monaci erano dediti prevalentemente alla coltivazione dei campi ed all'insegnamento, al sostegno degli abitanti del luogo, alla fertilizzazione delle terre. Nel XII secolo Salomone entrava a far parte del feudo di Roppolo e nel XIV secolo la chiesa venne definitivamente abbandonata dai monaci. Quando questa cadde in rovina, nel 1600, i borghigiani la ricostruirono dandole l'aspetto che ancora oggi conserva.

## Scuola sussidiata rurale di Salomone
Nel borgo di Salomone era presente una Cappellania, un ente ecclesiastico costituito da una donazione anonima o dal testamento di un fedele di cui però non si hanno notizie certe. Venne qui creata una scuola e nel 1873 gli abitanti della frazione riuscirono ad ottenere dallo stato una rendita annua di Lire 350. Durante il periodo fascista la scuola passò all'Opera Nazionale Balilla. La scuola, all'ingresso del paese sulla destra salendo da Dorzano, è oggi un'abitazione privata.

## Salomone e la via Francigena
I pellegrini che attorno al X secolo si mettevano in viaggio dalla città di Canterbury per recarsi successivamente a Roma ed in Terrasanta, seguivano un itinerario preciso attraverso la strada conosciuta come Via Francigena. Valicato il passo del Gran San Bernardo e attraversando la Valle d'Aosta, i pellegrini scendevano ad Ivrea, passando per Viverone, Roppolo e Cavaglià, proseguendo poi il loro cammino verso Roma e trovando ospitalità nei borghi, nelle chiese e nei conventi che incontravano sul percorso.

## Salomone oggi
Rimasto incontaminato, il borgo di Salomone si presenta al visitatore con tutto il suo fascino antico: gli archi che immettono nei cortili delle case, i grandi muri in pietra, gli orti coltivati, la romantica chiesetta di San Martino con il suo campanile, orgoglio e vanto dei frazionisti e le pigre colline sulle quali si adagia, ne fanno un'oasi di pace e di rara  bellezza. Durante le due festività annuali, quella di San Martino l'11 novembre e quella della Madonna del Carmine il 16 luglio, la chiesa di San Martino è aperta per la celebrazione della messa a cui partecipano tutti gli abitanti di Salomone.

## Itinerari da Salomone
Per la sua particolare posizione, Salomone è il punto di partenza ideale per numerose gite in giornata; dal centro del borgo è possibile raggiungere a piedi i laghi di Bertignano, Bose e Viverone. Ancora a circa 20 minuti di cammino, si consiglia la visita al Castello di Roppolo, sede anche dell'importante Enoteca Regionale della Serra e alla Chiesa di San Michele a Roppolo Castello.

## Come arrivare a Salomone
Dall'autostrada A4 Milano-Torino, uscire al casello di Santhià e proseguire in direzione di Biella-Cavaglià. Seguire quindi per Dorzano e arrivati alla piazza del municipio, seguire per Roppolo. Dopo circa un chilometro si giunge alla Borgata Salomone.

## Galleria d'immagini

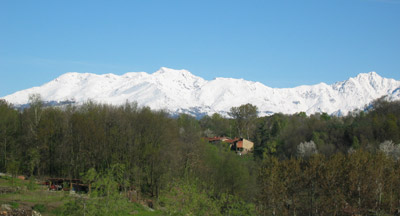
Vista sulle montagne del Mombarone  dalla chiesa di San Martino
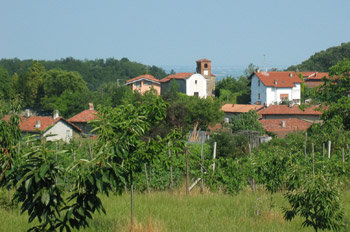
Panorama sul borgo di Salomone
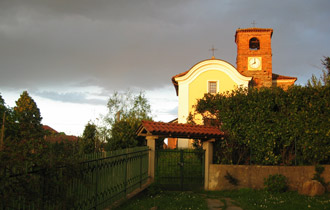
La chiesetta di San Martino
Nevicata a Salomone
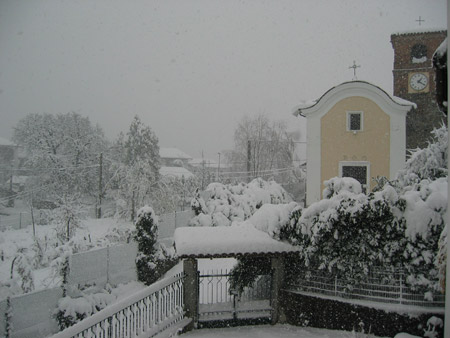
Nevicata a Salomone